# Daschia brevitarsis
Daschia brevitarsis là một loài tò vò trong họ Ichneumonidae.